# Прегръдката на змията
„Прегръдката на змията“ (на испански: El abrazo de la serpiente) е колумбийски приключенски биографичен филм от 2015 година на режисьора Сиро Гуера по негов сценарий в съавторство с Жак Тулмонд Видал, базиран на дневниците на Теодор Кох-Грунберг и Ричард Ивънс Шултис.
В центъра на сюжета е шаман от изчезващо индианско племе, който на два пъти през първата половина на XX век предприема пътешествия с двама различни западни пътешественици в търсене на свещено растение в Амазония. Главните роли се изпълняват от Ян Бейвут, Нилбио Торес, Антонио Боливар, Брион Дейвис.
„Прегръдката на змията“ е номиниран за „Оскар“ за чуждоезичен филм.